# Łucznik (statuetka)
Łucznik – rzeźba autorstwa Edwarda Wittiga i ofiarowana przez niego jako nagroda przechodnia dla klubu, który zgromadzi największą liczbę punktów podczas lekkoatletycznych mistrzostw Polski. W okresie dwudziestolecia międzywojennego przyjęto zasadę, że statuetka przechodzi na własność klubu, który w ciągu 5 lat zdobędzie największą liczbę punktów. W roku 1929 dokonała tego warszawska Polonia. Od 1957 Łucznik jest nagrodą dla klubu, który zwycięży w rywalizacji ligi lekkoatletycznej.